# Emil Drabke
Emil K. Drabke, Pseudonyme: Egon Diorama, Lime Ekbard und Harry Heinz Reichenfels, (* 10. Juni 1894 in Reichenau bei Gablonz an der Neiße, Österreich-Ungarn; † nach 1945) war ein tschechoslowakisch-deutscher Redakteur und Schriftsteller.

## Leben
Er war der Sohn des Glasschleifereibesitzers Franz Drabke und wuchs im Isergebirge auf. Nach dem Besuch der Mittelschule und zweier Semester an der I. Hochschule wurde Emil Dranke Volontär bei der Posener Zeitung in Posen. Später wechselte er zur Redaktion der Deutschen Sportzeitung „Sankt Georg“ nach Berlin. Später arbeitete er für eine Sport- und Autozeitschrift in Dresden, als Redakteur in Böhmisch Leipa, Mährisch Ostrau und Troppau. 1935 lebte er wieder in seinem Geburtsort Reichenau. Nach dem Zweiten Weltkrieg wurde er aus der Tschechoslowakei ausgewiesen und gelangte über Dresden nach Weimar.
Emil Drabke war Mitglied der Volksborngesellschaft.

## Schriften (Auswahl)
- Lebenspulse. Gedichte. 1912.
- Geheime Mächte. 1913.
- Es leuchtet der Abendstern. Rom 1914.